# Марка Південно-Західної Африки
Марка Південно-Західної Африки — грошові знаки (товарні купони, нім. Gutschein), які виготовлялися після колонізації Німецькою імперією Південно-Західної Африки в період з 1916 по 1918 роки. Пізніше купони витіснив з обігу південноафриканський фунт

## Історія
Див. також Історія Намібії
У 1915 році Південно-Африканський Союз розгромив колоніальні війська Німецької імперії. З 1920 року, згідно з рішенням Ліги Націй території отримали статус підмандатних і були включені до складу Південно-Африканського союзу під управлінням Великої Британії. І хоча на колишніх німецьких територіях офіційно в обігу з'явився південноафриканський фунт, Віндгукська Торгова Компанія та інші емітенти, виготовляли в період з 1916 по 1918 роки грошові купони (нім. Gutschein), номіновані в пфенігах та марках. У Віндгуку та Свакопмундi купони були виготовленими на книготорговій фірмі Swakopmund Bookshop. Відомі номінали випуску 1916—1918 років: 10, 25, 50 пфенігів, 1, 2, 3 марки.

## Банкноти періоду 1916—1918 років

10 пфенігів, без року (1916-1918)
10 пфенігів, без року (1916-1918)
25 пфенігів, без року (1916-1918)
25 пфенігів, без року (1916-1918)
50 пфенігів, без року (1916-1918)
1 марка, без року (1916-1918)
2 марки, без року (1916-1918)
3 марки, без року (1916-1918)

## Емітенти
- Sonja Scholz — Віндгук.
- Gibeon Savings and Loans Association — Гібеон.
- Speisser and Silla — Віндгук.
- South-West African Land Credit Association — Людериц.
- Swakopmund Co-operative Bank — Свакопмунд.
- Viktoria Pharmacy — Віндгук.
- Wecke and Voigts — Карабіб, Окаханджа, Свакопмунд і Віндгук.